# إشعاع نيوترينوي للخلفية الكونية

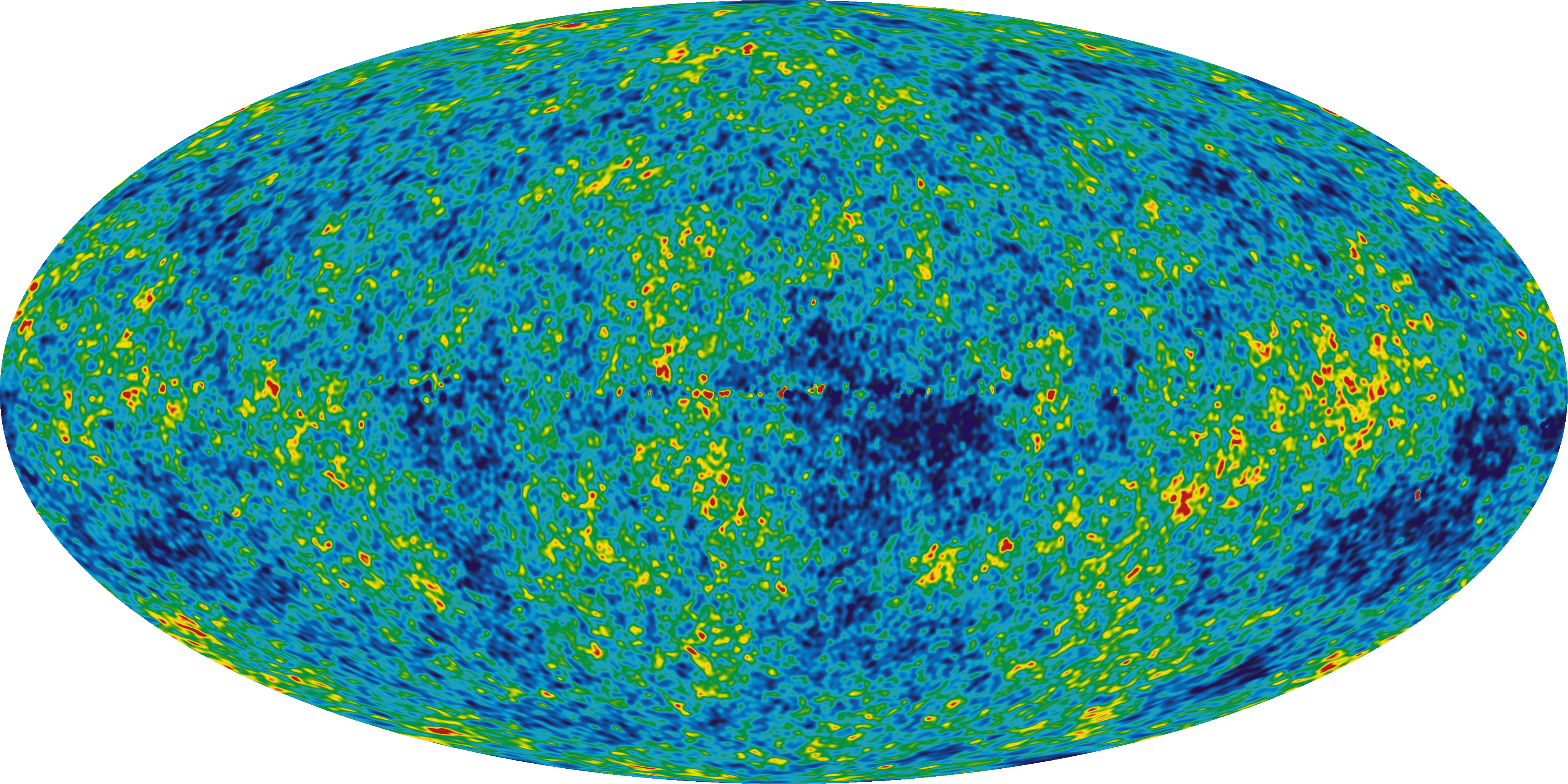
مسبار تباين الخواص بالأمواج الصغرية ويلكنسون صورة بالقمر الصناعي لأشعة الخلفية للكون. المناطق الصفراء والحمراء هي مناطق تجمع النجوم والمجرات

الإشعاع النيوترينوي للخلفية الكونية (بالإنجليزية: Cosmic neutrino background، يُختصر إلى CNB أو CνB)‏ هو إشعاع يتكون من جسيمات النيوترينو، المعروفة في بعض الأحيان على أنها بقايا النيوترونات، يؤثر هذا الإشعاع على تطور وبنية إشعاع الأمواج الصغرية للخلفية الكونية CMB فضلا عن نمو الاضطرابات في المادة نظرا لمساهمتها في كثافة الإشعاع الكوني.

## النيوترينو
يعتبر جسيم أولي بكتلة أصغر كثيرًا من كتلة الإلكترون، وليست له شحنة كهربية.
كتلة النيوترينو لم تحدد بعد لأن تفاعله مع المادة ضعيف جدا.
تم استنتاج وجود النيوترينو بسبب ظاهرة تحلل بعض النظائر المشعة من خلال إطلاق أشعة بيتا التي هي عبارة عن إلكترونات.
فعند تحلل العنصر المشع إلى عنصر آخر يحدث فقد معين في الطاقة، هذا الفقد في الطاقة هو عبارة عن الفرق بين طاقة العنصر المشع، وطاقة العنصر الناتج. والمفروض، لاحترام قانون عدم فناء الطاقة، أن يحمل الإلكترون -المنطلق من نواة الذرة والخارج على هيئة شعاع من أشعة بيتا - أن يحمل هذا الفرق في الطاقة، ولكن القياسات تبين، أن الإلكترون يحمل طاقة أقل من الطاقة المفروضة خلال التحلل.

## تصوع النيوترينوهات
من أعظم نجاحات نظرية الانفجار العظيم هما تنبؤها بطيف جسمها الأسود المثالي، وتفاصيل توقعاتها بتوجهية الخواص في الخلفية الميكرونية الكونية وفي علم الانفجار العظيم الكوني فأن تصوع النيوترينو يشير إلى الحقبة التي توقفت النيوترونات في التفاعل مع المادة الباريونية، ويتوقف بالتالي التأثير على ديناميات الكون في أوقات مبكرة.وقبل التصوع، كانت النيوترونات في توازن حراري مع البروتونات والنيوترونات، والإلكترونات، مع توسع الكون، تضعف كثافة الجسيمات وتنخفض درجات الحرارة. والتفاعلات الضعيفة تصبح غير فعالة للحفاظ على النيوترونات في اتصال حراري جيد مع البلازما

## استنتاج زمن التصوع
يتم حفظ جسيمات النيوترنيو التدفق الحر بواسطة تفاعلاتها مع الإلكترونات والبوزيترونات، مثل رد الفعل
{\displaystyle e^{-}+e^{+}\longleftrightarrow \nu _{e}+{\bar {\nu }}_{e}}.

## تقدير لدرجة حرارة التصوع
إشعاع الأمواج الصغرية للخلفية الكونية تكون عندما كان عمرالكون 379,000 سنة اما النيوترنات فأنها بدات بالتفكك والتكون من المادة عندما كان عمر الكون ثانتين
{\displaystyle s\propto gT^{3}},
حيث {\displaystyle s} تشير إلى درجة العشوائية في نظام التفاعل الكوني. {\displaystyle g} العدد الفعال لدرجات الحرية حيث يعتمد حساب الخصائص الإحصائية المختلفة على مجموعة من المعلومات أو البيانات و{\displaystyle T} هي درجة الحرارة، نجد أن
{\displaystyle \left({\frac {g_{0}}{g_{1}}}\right)^{1/3}={\frac {T_{1}}{T_{0}}}},
حيث يدل {\displaystyle T_{0}} درجة الحرارة قبل إفناء إلكترون-بوزيترون و{\displaystyle T_{1}} يدل على الحرارة بعد. يتم تحديد {\displaystyle g_{0}} عامل من أنواع الجسيمات:
{\displaystyle {\frac {T_{\nu }}{T_{\gamma }}}=\left({\frac {4}{11}}\right)^{1/3}}.
ونظرا للقيمة الحالية {\textstyle T_{\gamma }=2.725{\text{ K}}}، يترتب على ذلك أن {\textstyle T_{\nu }=1.95{\text{ K}}}، وكل ماسبق أعلاه صالح لجسيمات النيوترينو عديمة الكتلة.
ويقدر العلماء اليوم أن الإشعاع النيوترينوي للخلفية الكونية لديه درجة حرارة حوالي 1.95 كلفن. بما ان جسيمات النيوترينو ذات الطاقة المنخفضة تفاعلها ضعيف جدا مع المادة، لذلك فمن الصعوبة كشفها مباشرة، ومع ذلك فان الأدلة الغير المباشرة مقنعة للعلماء بانها موجودة

## دليل رياضي غير مباشر
تساهم جسيمات النيوترونيو النسبية في كثافة الطاقة الإشعاعية للكون {\displaystyle \rho _{\text{R}}}، والتي توصف عادة بدلالة العدد الفعال لأنواع النيوترينو {\displaystyle N_{\nu }}:
{\displaystyle \rho _{\rm {R}}={\frac {\pi ^{2}}{15}}\,T_{\gamma }^{4}(1+z)^{4}\left[1+{\frac {7}{8}}N_{\rm {\nu }}\left({\frac {4}{11}}\right)^{4/3}\right]}
حيث يدل z على الانزياح نحو الأحمر. يرجع الحد الأول في الأقواس المربعة إلى إشعاع الأمواج الصغرية للخلفية الكونية، والثاني من الإشعاع النيوترينوي للخلفية الكونية. ومن خلال أنواع النيوترينو الثلاث في النموذج القياسي يمكن التوقع بأن {\displaystyle N_{\nu }\simeq 3.046} ، بما في ذلك تصحيح صغير ناجم عن التشويه غير الحراري للأطياف خلال إفناء إلكترون-بوزيترون.
يجدر بالذكر أن كثافة الإشعاع لها أثر كبير على العمليات الفيزيائية المختلفة في الكون في وقت مبكر، وتركت بصمات يحتمل أن تكون قابلة للكشف وبكميات قابلة للقياس، مما يسمح لنا أن نستنتج قيمة {\displaystyle N_{\nu }}

## تخليق الانفجار العظيم النووي
نظراً لتأثيرها على تمدد الكون أثناء التخليق النووي الابتدائي كانت توقعات النظرية والقياسات الفيزيائية الفلكية لوجود كمية كبيرة جدا من الهيليوم و الديوتيريوم و من العناصر الخفيفة تعتمد على {\displaystyle N_{\nu }}. ونتج عن ذلك ان تكون قيمة {\displaystyle N_{\nu }=3.14\,\,_{0.65-}^{0.70+}} في 68% مجال ثقة. وهذه النتيجة توافق بشكل جيد توقع النموذج المعياري

## اقرأ أيضا
- بوزيترون
- تمدد الكون
- إفناء
- المادة الباريونية
- هيليوم
- ديوتيريوم
- إشعاع الأمواج الصغرية للخلفية الكونية
- مستكشف الخلفية الكونية
- مادة مظلمة
- انزياح أحمر